# Prästost
El Prästost ("formatge de sacerdot") és un formatge suec amb arrels històriques a l'antic costum de pagar el delme amb productes agrícoles, inclosa la llet, de la qual es feia formatge per a evitar que es fes malbé. Es creu que la tradició hauria començat al segle XVI. Avui en dia, aquest estil de formatge que abans es produïa a les esglésies s'elabora en fàbrica amb llet de vaca pasteuritzada.
Prästost de vegades es remulla o es cura amb whisky, com és el cas del Saaland Pfarr, o amb altres begudes alcohòliques; Saaland Pfarr. Existeix una versió d'aquest formatge, envellit durant 12 mesos i curat amb vodka Absolut, que s'ha comercialitzat amb el nom de VODCheese.
Un fullet del Departament d'Agricultura dels Estats Units de 1969 descriu la tècnica de fabricació d'un estil de prästost curat amb whisky:
La llet sencera i fresca es posa amb quall a una temperatura de 90°F. Quan el quall és ben ferm, es talla gruixut i es posa en un colador per deixar escórrer el sèrum. El quall es recull en un drap i es pasta per expulsar més sèrum. Es barreja el whisky amb el quall, després el quall s'envasa en una cistella i s'escampa sal a la superfície. La curació es fa en un celler fresc i humit. La coberta de tela es canvia diàriament durant 3 dies, i el formatge es renta amb whisky després del tercer dia.